# Asian Age
Asian Age — індійська англомовна щоденна газета, що виходить в Делі, Мумбаї, Колкаті, Бенґалуру і Лондоні. Була заснована у лютому 1994 роцу. Газета відома тим, що спеціалізується на мажнародній тематиці та співпрацює з такими виданнями, як The New York Times та International Herald Tribune.